# 18-та військово-транспортна авіаційна дивізія (РФ)
18-та гвардійська військово-транспортна авіаційна Червонопрапорна Таганрозька орденів Суворова і Кутузова дивізія (втад) — військово-транспортна дивізія Повітряно-космічних сил Росії.

## Історія найменувань
- 49-та бомбардувальна авіаційна дивізія;
- 4-та резервна авіаційна група (11.09.1941)[1];
- 270-та бомбардувальна авіаційна дивізія (12.06.1942)[2];
- 6-та гвардійська бомбардувальна авіаційна дивізія (лютий 1943);
- 6-та гвардійська бомбардувальна авіаційна Таганрізька дивізія (з жовтня 1943 — «Таганрізька»; з 1946 року перебувала у складі 15-ї ПА Прибалтійського Військового округу, а з 1947 року у резерві Верховного Головного Командування);
- 6-та гвардійська бомбардувальна авіаційна Таганрізька Червонопрапорна орденів Суворова і Кутузова дивізія (у 1944 році вона нагороджена орденами «Червоний Прапор» і «Суворова II ступеня», а у лютому 1945 року орденом "Кутузова II ступеня);
- 11-та гвардійська військово-транспортна авіаційна Таганрізька Червонопрапорна орденів Суворова і Кутузова дивізія (10.07.1964);
- 18-та гвардійська військово-транспортна авіаційна Таганрізька Червонопрапорна орденів Суворова і Кутузова дивізія (01.04.1966);

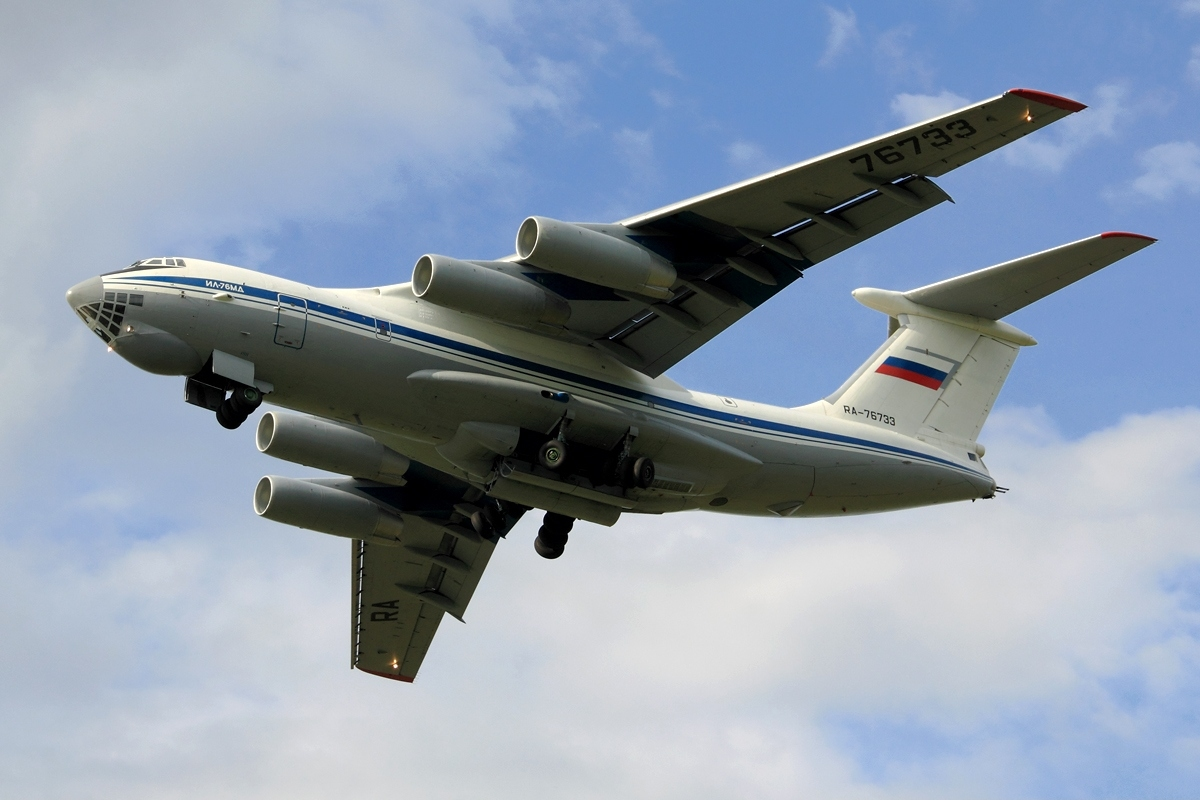
Ільюшин Іл-76-78-А-50 0073476304, аеродром Мігалово. літак 128-го ВТА полку

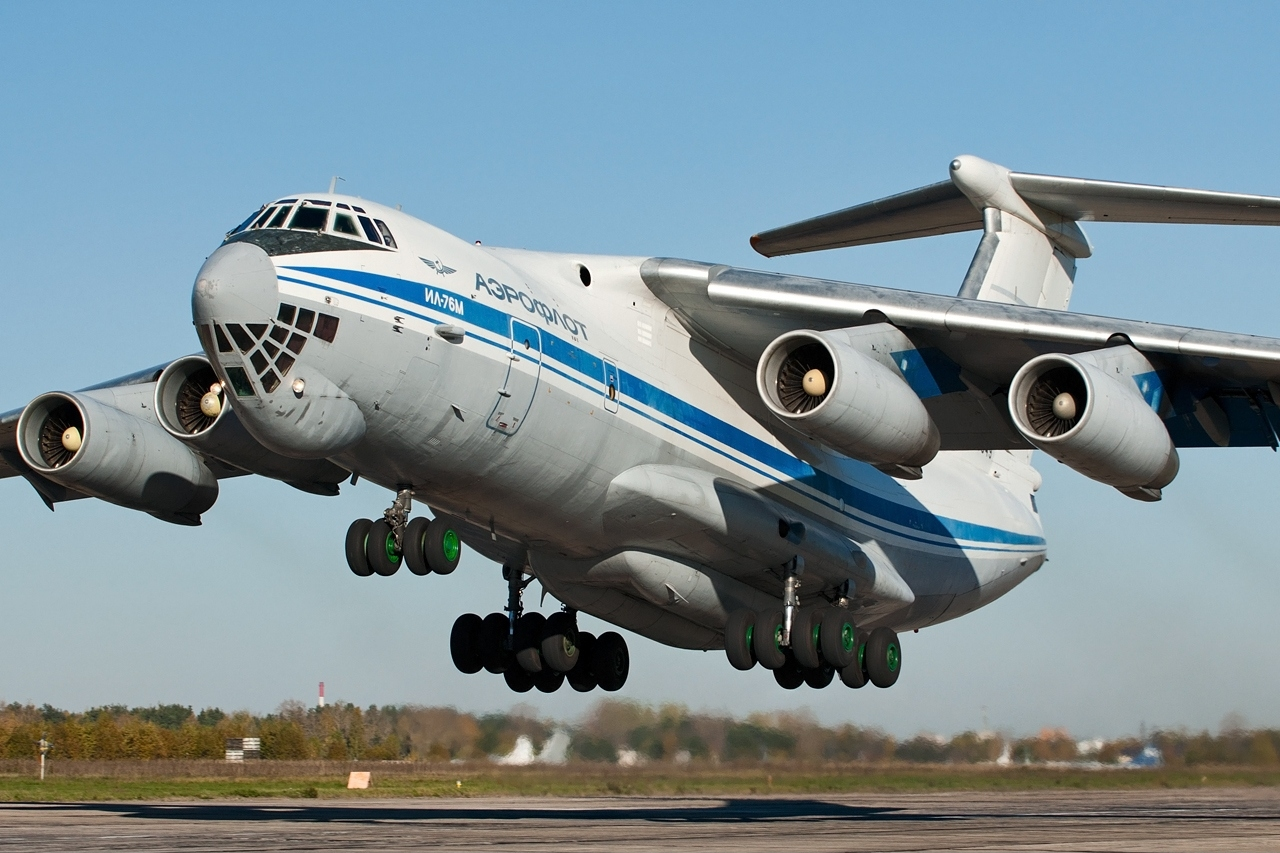
Іл-76-78-А-50 полку на аеродромі Мігалово

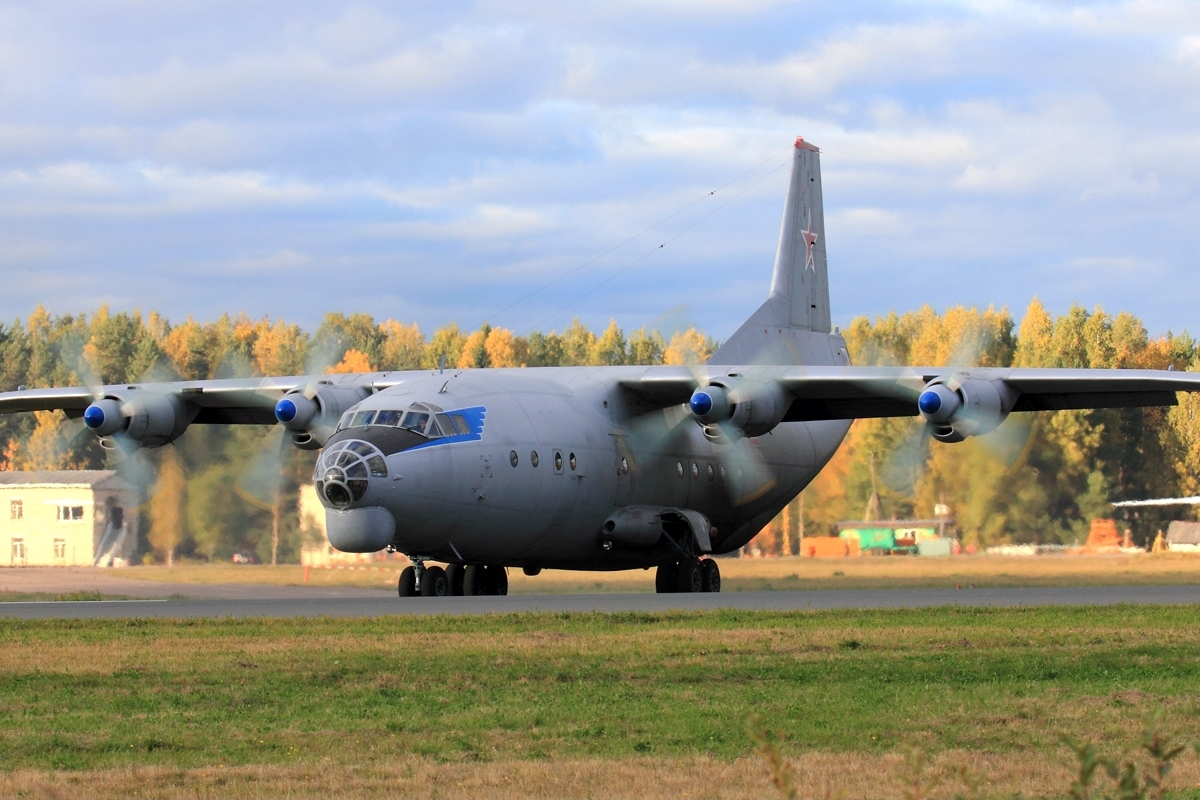
Ан-12

- Військова частина (Польова пошта) 06937-У;

18-та гвардійська військово-транспортна авіаційна Червонопрапорна Таганрізька орденів Суворова і Кутузова дивізія сформована перейменуванням 11-ї гвардійської військово-транспортної авіаційної Червонопрапорної Таганрозької орденів Суворова і Кутузова дивізії у квітні 1966 року. У своєму складі дивізія на момент перейменування в 1966 році мала:
- 128-й гвардійський військово-транспортний авіаційний полк (Паневежис, Литовська РСР) на Ан-12 (Військова частина (Польова пошта) 18380);
- 196-й гвардійський військово-транспортний авіаційний полк (Тарту, Естонська РСР) на Ан-12;
- 600-й військово-транспортний авіаційний полк (Кедайняй, Литовська РСР) на Ан-12;

Станом на 1991 рік дивізія в своєму складі мала:
- 128-й гвардійський військово-транспортний авіаційний полк (Паневежис, Литовська РСР) на Іл-76;
- 196-й гвардійський військово-транспортний авіаційний полк (Тарту, Естонська РСР) на Іл-76;
- 600-й військово-транспортний авіаційний полк (Кедайняй, Литовська РСР) на Іл-76;
- 117-й окремий авіаційний Берлінський ордена Кутузова полк радіоелектронної боротьби (Шяуляй, Литовська РСР) на Ан-12-ПП і Ан-12-ППС;
- 654-й окремий батальйон аеродромно-технічного забезпечення (Паневежис, Литовська РСР);
- 840-й окремий батальйон аеродромно-технічного забезпечення (Шяуляй, Литовська РСР).

У 1998 році управління 18-ї гвардійської дивізії, 600-й військово-транспортний авіаційний полк й 128-й гвардійський військово-транспортний авіаційний полк розформовано. 196-й гвардійський військово-транспортний авіаційний полк переданий до складу 3-ї гвардійської військово-транспортної авіаційної дивізії, а потім до 12-ї військово-транспортну авіаційну Мгінську Червонопрапорну дивізію .
18-та гвардійська військово-транспортна авіаційна Червонопрапорна Таганрізька орденів Суворова і Кутузова дивізія сформована знову у грудні 2017 року.

## Склад

### 2019 рік
- 117-й військово-транспортний авіаційний полк (Оренбург; полк був переформований з полку РЕБ в військово-транспортний в 1994 році);
- 708-й військово-транспортний авіаційний полк (Таганріг-Центральний; в радянський і пострадянський час був окремим полком ВТА);
- 235-й військово-транспортний авіаційний полк (Ульяновськ).

## Командири
- 1942—1843 — полковник Єгоров Сергій Олексійович
- 1943—1947 — полковник Чучев Григорій Олексійович
- 1947—1950 — полковник Колокольцев Михайло Миколайович
- 1950—1953 — полковник Артем'єв Б. П.
- 1953—1955 — полковник Сапогов М. І.
- 1955—1956 — генерал-майор авіації Пушкін Анатолій Іванович (1915—2002), Герой Радянського Союзу
- 1956—1957 — полковник Одинцов Михайло Петрович (1921—2011), Двічі Герой Радянського Союзу (потім — генерал-полковник авіації, командувач авіацією Московського військового округу)
- 1957—1959 — полковник Єфімов Олександр Миколайович (1923—2012), Двічі Герой Радянського Союзу (потім — Маршал авіації, в 1984—1990 рр. — Головнокомандувач ВПС РА)
- 1959—1960 — полковник Макаров Зосим Ісаакович (1919—1994), Герой Радянського Союзу (з 1968 року — генерал-майор авіації)
- 1960—1961 — генерал-майор авіації Грошев Микола Петрович (1921—1999), Герой Радянського Союзу (потім — заступник командувача 30-ї повітряної армії, начальником тилу ВПС Уральського військового округу)
- 1961—1968 — генерал-майор авіації Кунгурцев Євген Максимович (1921—2000), Двічі Герой Радянського Союзу
- 1968—1971 — генерал-майор авіації Заїка Михайло Павлович (1930—2016) (в 1980—1987 рр. — 1-й заст. командувача ВТА ВПС)
- 1971—1978 — генерал-майор авіації Ноздрачьов Володимир Васильович (в 1978—1980 рр. — заст. командувача ВТА ВПС)
- 1978—1983 — полковник, Потім генерал-майор авіації Ліпунцов Юрій Петрович (р. 1941) (потім — керівник Служби безпеки польотів (СБП) ВТА ВПС)
- 1983—1987 — полковник, Потім генерал-майор авіації Павлов Ардаліон Володимирович (р. 1944) (в 1992—1998 рр. — заступник керівника Головного штабу ВПС по льотної служби)
- 1987—1991 — полковник, потім генерал-майор авіації Денісов, Віктор Федорович (р. 1948) (в 1999—2007 рр. — Командувач ВТА ВПС)
- 1991—1994 — генерал-майор авіації — Колесніков Петро Васильович,

## Базування
| період            | аеродроми                            |
| ----------------- | ------------------------------------ |
| 04.1945 — 07.1945 | Черняховськ, Калінінградська область |
| 07.1945 — 1947    | Бобруйськ, Могильовська область      |
| 1947 — 07.1960    | Черняховськ, Калінінградська область |
| 1960 — 07.1992    | Паневежис, Литва                     |
| 1992 — 1998       | Оренбург                             |